# Promachus apicalis
Promachus apicalis là một loài ruồi trong họ Asilidae. Promachus apicalis được Adams miêu tả năm 1905. Loài này phân bố ở vùng nhiệt đới châu Phi.